# Ammar Taifour
Ammar Kamaledin Taifour (12 aprile 1997) è un calciatore sudanese, centrocampista dell'Al-Merrikh e della nazionale sudanese.

## Carriera

### Nazionale
Ha debuttato con la nazionale del Sudan il 4 giugno 2022, nella sconfitta 3-0 contro la Mauritania valida per le qualificazioni alla Coppa d'Africa 2023.

## Statistiche

### Cronologia presenze e reti in nazionale
Aggiornato all'11 maggio 2023
| Cronologia completa delle presenze e delle reti in nazionale ― Sudan | Cronologia completa delle presenze e delle reti in nazionale ― Sudan | Cronologia completa delle presenze e delle reti in nazionale ― Sudan | Cronologia completa delle presenze e delle reti in nazionale ― Sudan | Cronologia completa delle presenze e delle reti in nazionale ― Sudan | Cronologia completa delle presenze e delle reti in nazionale ― Sudan | Cronologia completa delle presenze e delle reti in nazionale ― Sudan | Cronologia completa delle presenze e delle reti in nazionale ― Sudan |
| Data                                                                 | Città                                                                | In casa                                                              | Risultato                                                            | Ospiti                                                               | Competizione                                                         | Reti                                                                 | Note                                                                 |
| -------------------------------------------------------------------- | -------------------------------------------------------------------- | -------------------------------------------------------------------- | -------------------------------------------------------------------- | -------------------------------------------------------------------- | -------------------------------------------------------------------- | -------------------------------------------------------------------- | -------------------------------------------------------------------- |
| 4-6-2022                                                             | Nouakchott                                                           | Mauritania                                                           | 3 – 0                                                                | Sudan                                                                | Qual. Coppa d'Africa 2023                                            | -                                                                    | 73’                                                                  |
| 8-6-2022                                                             | Omdurman                                                             | Sudan                                                                | 2 – 1                                                                | RD del Congo                                                         | Qual. Coppa d'Africa 2023                                            | -                                                                    | 41’ 89’                                                              |
| 19-1-2023                                                            | Costantina                                                           | Ghana                                                                | 3 – 1                                                                | Sudan                                                                | Campionato delle nazioni africane 2022                               | -                                                                    | 74’                                                                  |
| 23-1-2023                                                            | Costantina                                                           | Sudan                                                                | 0 – 3                                                                | Madagascar                                                           | Campionato delle nazioni africane 2022                               | -                                                                    |                                                                      |
| 23-3-2023                                                            | Franceville                                                          | Gabon                                                                | 1 – 0                                                                | Sudan                                                                | Qual. Coppa d'Africa 2023                                            | -                                                                    | 75’                                                                  |
| Totale                                                               |                                                                      | Presenze                                                             | 5                                                                    |                                                                      | Reti                                                                 | 0                                                                    |                                                                      |